# 張凱馨
張凱馨（1980年7月4日—），出生於臺灣臺北市，臺灣圍棋女子職業棋士，現為圍棋職業六段。曾在2012年、2014年兩度獲得鈺德盃女子名人賽冠軍，取得「女子名人」頭銜。

## 經歷
張凱馨7歲時開始接觸圍棋，啟蒙老師為戴嘉伸，戴嘉伸持續指導張凱馨至獲得業餘段位。約10歲時參加應昌期圍棋教育基金會菁英班，由陳永奇授課，同期有林至涵、林聲宇、王華瑋等人。國中時正式拜陳國興為師。2000年台灣棋院成立，張凱馨在棋院上班，有許多機會下棋，棋力有所進步。張凱馨在業餘時期曾獲得1992年世界業餘女子第三名、1994年世界業餘女子第四名、1995年世界男女配對第二名、1999年全國女子賽冠軍、2000年全國女子賽冠軍。
張凱馨於2003年成為職業初段，為臺灣第一位本土職業女棋士，同一年晉升職業二段；2006年04月晉升職業三段；2011年2月晉升職業四段；2014年1月晉升職業五段；2021年7月晉升職業六段。
2021年第七屆健喬盃女子圍棋最強戰敗部第二輪，張凱馨對楊子萱之局兩人共下431手，打破圍棋單局對弈最多手世界紀錄。
張凱馨在Go Ratings 2023年1月4日更新之圍棋世界排名為第801名，Elo等級分為2729分。

## 主要賽事成績
頭銜賽獲得冠軍並取得頭銜2次，分別為2012年第二屆鈺德盃女子名人賽冠軍、2014年第四屆鈺德盃女子名人賽冠軍，取得兩次「女子名人」頭銜。
| 年份 | 賽事                               | 項目                       | 成績 |
| ---- | ---------------------------------- | -------------------------- | ---- |
| 2012 | 第二屆鈺德盃女子名人賽             |                            | 冠軍 |
| 2014 | 第四屆鈺德盃女子名人賽             |                            | 冠軍 |
| 2014 | 第四届世界智力精英运动会           | 混合雙人（搭檔林立祥）     | 季軍 |
| 2015 | 第一屆女子圍棋最強戰               |                            | 亞軍 |
| 2016 | 第五屆天台山世界女子圍棋團體錦標賽 | 團體（搭檔黑嘉嘉、張正平） | 季軍 |
| 2017 | 第六屆天台山世界女子圍棋團體錦標賽 | 團體（搭檔黑嘉嘉、張正平） | 殿軍 |
| 2018 | 第七屆天台山世界女子圍棋團體錦標賽 | 團體（搭檔黑嘉嘉、楊子萱） | 殿軍 |
| 2020 | 第三屆大森盃女子名人賽             |                            | 季軍 |
| 2021 | 第四屆大森盃女子名人賽             |                            | 亞軍 |

## 外部連結
- 台灣棋院 張凱馨 （页面存档备份，存于） （繁體中文）
- 海峰棋院 張凱馨 （页面存档备份，存于） （繁體中文）